# Badminton-Nationalliga A 2019/20
Die Badminton-Nationalliga A der Saison 2019/2020 als höchste Spielklasse im Badminton in der Schweiz zur Ermittlung des nationalen Mannschaftsmeisters bestand aus einer Vorrunde im Modus Jeder gegen jeden. Zum Abschluss der Vorrunde stand die Union Tafers-Fribourg an der Spitze der Tabelle. Die anschliessend geplanten Play-off-Spiele mussten aufgrund der Covid-19-Pandemie abgesagt werden. Es wurde weder ein Meister noch ein Auf- oder Absteiger bestimmt.
In der Saison 2019/2020 wurde der Modus angepasst. Nach der neuen Regelung sind drei statt zwei Gewinnsätze nötig, um ein Spiel zu gewinnen, allerdings nur noch 11 statt 21 Punkte, um den Satz zu gewinnen.

## Vorrunde
| Platz | Team                           | Punkte | Spiele  | +/− | Sätze     | +/− | Partien |
| ----- | ------------------------------ | ------ | ------- | --- | --------- | --- | ------- |
| 1     | Union Tafers-Fribourg          | 36     | 69 : 43 | −26 | 241 : 177 | −64 | 14      |
| 2     | BC Uzwil                       | 33     | 61 : 51 | −10 | 219 : 208 | −11 | 14      |
| 3     | BC Zürich                      | 30     | 60 : 52 | −08 | 230 : 197 | −33 | 14      |
| 4     | BC La Chaux-de-Fonds           | 29     | 55 : 57 | 0−2 | 206 : 217 | −11 | 14      |
| 5     | BV St. Gallen                  | 28     | 56 : 56 | −00 | 210 : 215 | 0−5 | 14      |
| 6     | Team Argovia                   | 27     | 55 : 57 | 0−2 | 210 : 203 | −07 | 14      |
| 7     | Badminton Lausanne Association | 21     | 47 : 65 | −18 | 187 : 229 | −42 | 14      |
| 8     | BC Yverdon-les-Bains           | 20     | 45 : 67 | −22 | 177 : 234 | −57 | 14      |